# Ріпон
Ріпон (англ. Ripon) — невелике місто в Північному Йоркширі, Англія, історично є центром Єпархії Ріпон та Лідса англіканської церкви. Місто розташоване приблизно за 20 км на північ від Гаррогейту. До визначних пам'яток Ріпона належать кафедральний собор XII-го століття, іподром, а також розташовані в його околицях руїни Фаунтинського абатства, які включені у список Світової Спадщини ЮНЕСКО.

## Історія

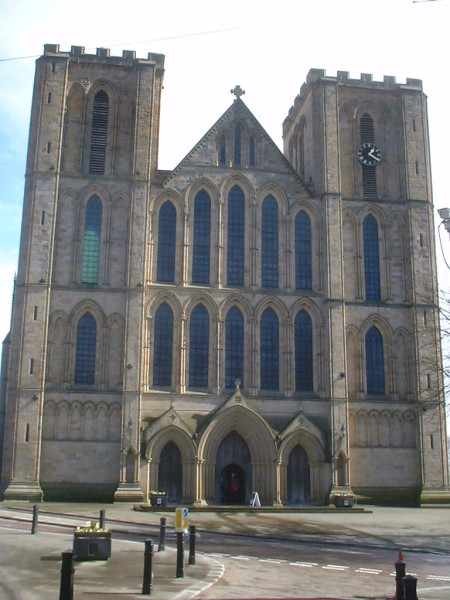
Кафедральний собор у Ріпоні

У районі сучасного Ріпона проходили дві дороги римського періоду, на перетині однієї з яких з річкою Скелл розташовувався брід. Ймовірно в цьому місці й було постійне поселення (розкопки виявили залишки мозаїчної підлоги).. У VI столітті тут було засноване поселення одного з племен кельтів, ймовірно, що це плем'я звалося Hrype, що дало назву як Ріпону (Hrypis), так і деяким іншим поселенням в цьому районі.
672 року в Ріпоні було засновано монастир, настоятелем, якого став святий Вільфрід Йоркський, котрий зробив значний внесок в поширення християнства в англо-саксонських князівствах північної Англії. Наприкінці X-го століття Ріпон отримав статус вільного ринкового міста, а 1160 року на місці церкви, побудованої Вільфрідом, почалося будівництво монументального собору, яке завершилось до 1220 року. Собор був істотно оновлений на початку XVI-го століття після завершення війни Червоної та Білої троянд.